# بيتر نيل
بيتر نيل (بالإنجليزية: Peter Neil)‏ (1 يناير 1898 في المملكة المتحدة - ) هو لاعب كرة قدم بريطاني (وحمل سابقاً جنسية المملكة المتحدة لبريطانيا العظمى وأيرلندا) في مركز الهجوم. لعب مع برمنغهام سيتي وهارت أوف ميدلوثيان ونادي إيست فيف.